# Пітер Дойг
Пітер Дуліт (англ. Peter Doig; нар. 17 квітня 1959) — сучасний шотландський художник, відомий своїми атмосферними пейзажами, які часто мають відчуття сновидіння. Його роботи характеризуються використанням насичених кольорів і відтворенням природи у вигляді містичних та сюрреалістичних сцен.

## Біографія
Пітер Дуліт народився в Единбурзі, Шотландія. У ранньому віці його родина переїхала до Тринідаду і Тобаго, а пізніше до Канади. Вивчав мистецтво в Університеті Святого Мартіна та Челсіському коледжі мистецтв і дизайну в Лондоні.

## Творчість
Дуліт відомий своїми картинами, які часто поєднують реальні місця з вигаданими елементами, створюючи фантастичні та сюрреалістичні сцени. Його роботи зазвичай містять елементи природи, такі як ліси, озера та гори, і характеризуються яскравими кольорами та деталями.

## Основні роботи
- «Каное» (англ. Canoe) — одна з найвідоміших робіт художника, на якій зображено каное на тихому озері, що створює відчуття ізоляції та спокою.
- «Білий каноєр» (англ. White Canoe) — ще одна значуща робота, яка продана за рекордну суму на аукціоні.
- «Червоний будинок» (англ. The Red House) — відображення архітектури в природному середовищі, що створює сюрреалістичний образ.

## Вплив та стиль
Роботи Дуліта часто порівнюють з роботами Анрі Руссо та Едварда Хоппера за їхню здатність створювати атмосферу загадковості та відчуженості. Його техніка та стиль зробили його одним із провідних сучасних художників.